# Сантос, Эдуардо дос
Эдуа́рдо Робе́рто Дос Са́нтос (порт.-браз. Eduardo Roberto dos Santos, болг. Едуарду Руберту душ Сантуш; 2 февраля 1981, Лимейра, Бразилия), более известный под именем Ду Бала (порт.-браз. Du Bala, болг. Ду Бала) — бразильский футболист, нападающий.

## Клубная карьера
В 2005 году Ду Бала приехал в Болгарию, где подписал контракт с клубом «Беласица». За время проведённое в клубе Ду Бала стал незаменимым игроком и главным её бомбардиром. В январе 2008 года перешёл «Литекс», куда позвал его Миодраг Ешич. В составе «Литекса» стал двукратным обладателем Кубка Болгарии. Во-второй половине сезона 2008/09 перешёл в софийскую «Славию».
В январе 2010 года по инициативе бывшего главного тренера софийского клуба Ду Бала прилетает в Ереван на просмотр в «Бананц». В итоге ереванский клуб подписал контракт на правах аренды с футболистом. В составе «Бананца» Ду Бала стал финалистом Кубка Армении. В 10-м туре забив 10-й мяч в чемпионате стал лучшим бомбардиром-легионером в истории «Бананца». Не будь у него травмы, наверняка стал бы лучшим бомбардиром чемпионата. Однако получив серьёзную травму в середине чемпионата выбыл до конца сезона. Ду Бала была сделана операция на крестообразных связках. Для Ду Бала сезон был закончен и его ранняя результативность не смогла помочь команде добиться золота чемпионата. Следующий сезон провёл отрывисто, а сезоном позже, в 2012/13, провёл первый круг, после чего руководство решило отказаться от легионера в команде. Главный тренер команды, на тот момент Рафаэль Назарян, был очень недоволен действиями Ду Бала, высказав мнение, что нападающий должен показывать более результативную игру.

## Достижения
«Литекс»
- Обладатель Кубка Болгарии: 2007/08

«Бананц»
- Серебряный призёр чемпионата Армении: 2010
- Финалист Кубка Армении: 2010

## Статистика выступлений
Данные на 3 августа 2012 год
| Клуб              | Сезон            | Чемпионат | Чемпионат | Кубки | Кубки | Еврокубки | Еврокубки | Всего | Всего |
| Клуб              | Сезон            | Матчи     | Голы      | Матчи | Голы  | Матчи     | Голы      | Матчи | Голы  |
| ----------------- | ---------------- | --------- | --------- | ----- | ----- | --------- | --------- | ----- | ----- |
| Беласица (Петрич) | 2005/06          | 12        | 5         | 0     | 0     | 0         | 0         | 12    | 5     |
| Беласица (Петрич) | 2006/07          | 22        | 10        | 1     | 0     | 0         | 0         | 23    | 10    |
| Беласица (Петрич) | 2007/08          | 15        | 5         | 1     | 0     | 0         | 0         | 16    | 5     |
| Всего             | Всего            | 49        | 20        | 2     | 0     | 0         | 0         | 51    | 20    |
| Литекс            | 2007/08          | 9         | 1         | 0     | 0     | 0         | 0         | 9     | 1     |
| Литекс            | 2008/09          | 7         | 0         | 1     | 0     | 3         | 0         | 11    | 0     |
| Всего             | Всего            | 16        | 1         | 1     | 0     | 3         | 0         | 20    | 1     |
| Славия (София)    | 2008/09          | 14        | 4         | 0     | 0     | 0         | 0         | 14    | 4     |
| Славия (София)    | 2009/10          | 13        | 2         | 2     | 1     | 0         | 0         | 15    | 3     |
| Всего             | Всего            | 27        | 6         | 2     | 1     | 0         | 0         | 29    | 7     |
| Бананц            | 2010             | 11        | 11        | 5     | 1     | 0         | 0         | 16    | 12    |
| Бананц            | 2011             | 6         | 3         | 0     | 0     | 2         | 1         | 8     | 4     |
| Бананц            | 2012/13          | 10        | 2         | 0     | 0     | 0         | 0         | 10    | 2     |
| Всего             | Всего            | 27        | 16        | 5     | 1     | 2         | 1         | 34    | 18    |
| Всего за карьеру  | Всего за карьеру | 119       | 43        | 10    | 2     | 5         | 1         | 134   | 46    |